# Centro Cultural Leopoldo Silva Reynoard
El Centro Cultural Leopoldo Silva Reynoard es un edificio cultural de la ciudad de Quillota, Región de Valparaíso, Chile, proyectado sobre la antigua bodega de granos del complejo de la estación ferroviaria de la ciudad. Destinado a la formación de artistas, y a la difusión y exhibición cultural y artística, fue inaugurado en el año 2017 por la presidenta Michelle Bachelet en el marco del programa nacional para la creación de centros culturales.
El centro cultural ocupa una superficie de 2800 m² y cuenta con cuatro niveles. El primer nivel corresponde a la bodega construida en albañilería de ladrillos a fines del siglo xix, cuya estructura fue reforzada, y que alberga la sala de teatro, con capacidad para 200 personas. Sobre la bodega se levantaron los tres niveles restantes en hormigón, que albergan salas de formación, espacios multidisciplinarios, salas de exposición y un café literario.